# An Lạc truyện
An Lạc Truyện (tiếng Anh: Legend of Anle), là bộ phim truyền kì cổ trang của Trung Quốc đại lục, cải biên từ tiểu thuyết Đế Hoàng thư của Tinh Linh, do Công ty Hữu hạn Cổ phần Truyền thông và Truyền hình Thượng Hải sản xuất. Phim do đạo diễn  Thành Chí Siêu   làm đạo diễn, Địch Lệ Nhiệt Ba, Cung Tuấn đóng vai chính. Phim khai máy vào ngày 20 tháng 7 năm 2021 tại  phim trường Hoành Điếm, đóng máy vào ngày 12 tháng 11 cùng năm. Phim dự kiến chiếu trên  Youku  vào năm 2022, đồng thời phát sóng trên truyền hình tuyến một.

## Tư liệu tham khảo
1. ↑  “10月电视剧备案：饶俊团队《安乐传》，《理想照耀中国》拟定12月开机”.